# Болотницы
Болотницы, или комары-лимонииды, или луговики (лат. Limoniidae) — большое семейство двукрылых, чьими намного более известными родственниками являются комары-долгоножки (Tipulidae). Имаго питается медвяной росой и нектаром растений, личинка — гниющими остатками водорослей и растений. Не пьют крови. В семействе более 140 родов, в которых описано 11 000 видов.

## Описание
Крылья и ноги длинные. Простых глазков на темени нет. Крылья обычно хорошо развиты, за исключением рода Chionea.

## Классификация
В семействе выделяют шесть подсемейств.
- Chioneinae Rondani, 1861
- † Archilimoniinae Krzemiński and Krzemińska, 2003
- Dactylolabidinae Alexander, 1920
- † Eotipulinae Kalugina, 1985
- Limoniinae Speiser, 1909
- Limnophilinae Bigot, 1854

## Палеонтология
Комары-болотницы являются древнейшим ныне живущим семейством двукрылых. Древнейшие находки семейства были сделаны в верхнем триасе Северной Америки, также болотницы хорошо представлены в раннеюрских отложениях Европы и в меловом бирманском янтаре (Aleksiana).